# Tấn
Trong đo lường, tấn (đôi khi kí hiệu là "t") là đơn vị đo khối lượng thuộc hệ đo lường cổ Việt Nam, hiện nay tương đương với 1000 kilôgam, tức là một megagram, được sử dụng trong giao dịch thương mại ở Việt Nam.
Một tấn bằng 10 tạ, 100 yến, 1000 cân, 10000 lạng.
Trước kia, giá trị của tấn trong hệ đo lường cổ của Việt Nam là 604,5 kg.
Khi nói về trọng tải của tàu bè, tấn còn có thể mang ý nghĩa chỉ dung tích, 2,8317 mét khối hoặc 1,1327 mét khối.
Cần phân biệt và tránh nhầm lẫn với đơn vị tấn của hệ đo lường Anh và Mỹ, không theo hệ thống SI, theo đó, ở Hoa Kỳ, ton (tấn) hay là short ton là tấn thiếu có khối lượng bằng 2.000 pound, tức 907,18474 kg, và long ton (tấn dư) ở Anh với khối lượng 2.240 pound tức 1.016,0469088 kg bởi các từ này cũng thỉnh thoảng gọi là ton, khác hẳn với tonne.

## Quy đổi
Một tấn tương ứng với:
- Theo ki-lô-gram: 1.000 ki-lô-gram
- Theo gam: 1.000.000 gam